# Snooker Shoot Out 2022
Snooker Shoot-Out 2022 – ósmy rankingowy turniej snookerowy w sezonie 2021/2022. Odbył się w dniach 20–23 stycznia 2022 roku w Leicester Arena w Leicester.

## Nagrody finansowe
Zwycięzca: £50 000

Finalista: £20 000

Półfinał: £8 000

Ćwierćfinał: £4 000

Ostatnia 16: £2 000

Ostatnia 32: £1 000

Ostatnia 64: £500

Ostatnia 128: £250
Najwyższy break: £5 000
Łączna pula nagród: £171 000

## Wyniki turnieju

### Runda 1
20 stycznia – 14:00

- Ryan Day 23-50  Jak Jones
- Allan Taylor 103-3  Liam Davies
- Jimmy Robertson 15-21  Simon Blackwell
- Dylan Emery 45-48  Simon Lichtenberg
- Lu Ning 27-53  Stan Moody
- Allister Carter 81-0  Matthew Stevens
- Craig Steadman 48-19  Gerard Greene
- Pang Junxu 20-39  Cao Yupeng
- James Cahill 16-64  Jackson Page
- Martin Gould 3-49  Nigel Bond
- Dominic Dale 32-36  Oliver Lines
- Jamie O’Neill 40-46  Liang Wenbo
- Gao Yang 64-35  Jamie Wilson
- John Astley 14-71  Ian Burns
- Haydon Pinhey 33-35  Farakh Ajaib
- Chang Bingyu 50-51  Shaun Murphy

20 stycznia – 20:00

- Mark Selby 43-38  Li Hang
- Paul Deaville 59-50  Chen Zifan
- Michael Judge 22-29  Mark Lloyd
- Fraser Patrick 6-64  Andrew Higginson
- Akani Songsermsawad 24-29  David Gilbert
- Ross Bulman 75-1  Martin O’Donnell
- Aaron Hill 50-8  Lee Walker
- Stuart Carrington 1-59  Mark Williams
- Lü Haotian 32-89  Dean Young
- Ricky Walden 27-54  Zak Surety
- Leo Fernandez 38-1  Fergal O’Brien
- Ben Woollaston 7-89  Jack Lisowski
- Peter Lines 38-33  Joe O’Connor
- Lei Peifan 40-22  Alfred Burden
- Reanne Evans 1-100  Fan Zhengyi
- Rod Lawler 3-52  Elliot Slessor

21 stycznia – 14:00

- Ashley Carty 4-74  Mark Allen
- Barry Pinches 55-1  Ross Muir
- Julian Bojko 1-67  Robbie Williams
- Tian Pengfei 47-7  Rebecca Kenna
- Stuart Bingham 90-0  Mark Davis
- Noppon Saengkham 45-69  Daniel Womersley
- Mitchell Mann 32-21  Xiao Guodong
- Thepchaiya Un-Nooh 33-49  Kuldesh Johal
- Ryan Davies 21-27  Barry Hawkins
- Michael Georgiou 93-30  Si Jiahui
- Duane Jones 47-39  Xu Si
- Mark Joyce 78-61  Yan Bingtao
- Zhang Jiankang 17-66  Zhang Anda
- Jamie Clarke 38-10  Ben Hancorn
- Andrew Pagett 35-17  Liam Graham
- Jimmy White 5-56  Sanderson Lam

21 stycznia – 20:00

- Luca Brecel 40-20  Joe Perry
- Chris Wakelin 37-2  Michael White
- Scott Donaldson 24-27  David Lilley
- Hossein Vafaei 124-7  Peter Devlin
- Yuan Sijun 31-26  Tom Ford
- Billy Joe Castle 61-23  Sean Maddocks
- Anthony Hamilton 82-0  Robert Milkins
- Jordan Brown 48-20  Jamie Jones
- Mark King 38-24  Graeme Dott
- Lukas Kleckers 67-1  Louis Heathcote
- Robbie McGuigan 21-64  Liam Highfield
- Zhou Yuelong 1-49  Steven Hallworth
- Bai Langning 26-32  Ken Doherty
- Andy Hicks 23-76  Gary Wilson
- Matthew Selt 66-36  Ashley Hugill
- Michael Holt 58-27  Zhao Xintong

### Runda 2
22 stycznia – 14:00

- Barry Hawkins 20-36  Allister Carter
- Fan Zhengyi 23-64  Duane Jones
- Gary Wilson 33-56  Kuldesh Johal
- Liang Wenbo 67-19  Zak Surety
- Shaun Murphy 31-55  Ian Burns
- Liam Highfield 39-16  Craig Steadman
- Mark Joyce 12-20  Jamie Clarke
- Michael Georgiou 61-25  Farakh Ajaib
- Mark Lloyd 22-43  Mark Allen
- Oliver Lines 11-2  Stan Moody
- Zhang Anda 17-29  Matthew Selt
- Barry Pinches 36-86  Hossein Vafaei
- Simon Blackwell 54-35  Luca Brecel
- Paul Deaville 14-40  Jak Jones
- Aaron Hill 27-26  Jackson Page
- Mark Williams 50-26  Mark King

22 stycznia – 20:00

- Elliot Slessor 26-77  Mark Selby
- Nigel Bond 29-18  Peter Lines
- Lukas Kleckers 17-12  Tian Pengfei
- Dean Young 76-5  Yuan Sijun
- Stuart Bingham 42-9  Lei Peifan
- Mitchell Mann 38-33  Jordan Brown
- Cao Yupeng 26-57  Allan Taylor
- Gao Yang 1-53  Steven Hallworth
- Ken Doherty 27-9  David Gilbert
- Billy Joe Castle 70-8  Andrew Pagett
- Anthony Hamilton 23-43  Chris Wakelin
- Leo Fernandez 16-57  Daniel Womersley
- Michael Holt 37-30  Simon Lichtenberg
- Sanderson Lam 30-5  Ross Bulman
- David Lilley 0-32  Andrew Higginson
- Jack Lisowski 18-68  Robbie Williams

### Runda 3
23 stycznia – 14:00

- Jak Jones 22-63  Mark Allen
- Ian Burns 17-36  Mitchell Mann
- Simon Blackwell 23-29  Andrew Higginson
- Aaron Hill 4-89  Mark Williams
- Allan Taylor 1-63  Hossein Vafaei
- Dean Young 92-1  Michael Holt
- Liam Highfield 27-48  Daniel Womersley
- Matthew Selt 46-3  Allister Carter
- Oliver Lines 63-47  Stuart Bingham
- Duane Jones 22-54  Steven Hallworth
- Lukas Kleckers 20-30  Billy Joe Castle
- Michael Georgiou 70-15  Kuldesh Johal
- Ken Doherty 50-52  Chris Wakelin
- Nigel Bond 7-32  Jamie Clarke
- Liang Wenbo 37-35  Sanderson Lam
- Robbie Williams 57-1  Mark Selby

### Runda 4
23 stycznia – 20:00

- Mark Williams 57-1  Matthew Selt
- Oliver Lines 28-56  Liang Wenbo
- Jamie Clarke 44-36  Mitchell Mann
- Hossein Vafaei 50-17  Michael Georgiou
- Steven Hallworth 21-46  Daniel Womersley
- Robbie Williams 39-14  Andrew Higginson
- Billy Joe Castle 42-16  Dean Young
- Chris Wakelin 6-79  Mark Allen

### Ćwierćfinały
23 stycznia – 22:00

- Jamie Clarke 0-97  Mark Williams
- Mark Allen 21-49  Liang Wenbo
- Hossein Vafaei 71-3  Daniel Womersley
- Robbie Williams 69-0  Billy Joe Castle

### Półfinały
23 stycznia – 23:15
- Mark Williams 124-1  Robbie Williams
- Hossein Vafaei 92-48  Liang Wenbo

### Finał
23 stycznia – 23:45
- Mark Williams 0-71  Hossein Vafaei

## Breaki stupunktowe fazy głównej turnieju
- 123  Hossein Vafaei
- 103  Allan Taylor